# Skins
|  | Aquest article tracta sobre el producte audiovisual. Si cerqueu la subcultura, vegeu «skinhead». |

Skins és una sèrie de televisió produïda per la cadena britànica E4 (propietat de Channel 4), on s'emet des del 2007, i que tracta sobre la vida d'un grup d'adolescents. La sèrie, creada per Jamie Brittain i Bryan Elsey, tracta temes diversos com l'anorèxia que pateix una de les protagonistes, els problemes de personalitat en general, l'homosexualitat, la toxicomania o la mort, per exemple. Se n'han fet set temporades. La sèrie fou estrenada en català al canal 3XL de Televisió de Catalunya el 9 de novembre de 2011.
La seva estrena va ser tot un fenomen mediàtic social a la primera dècada d'aquest segle i va suposar tota una revolució en el panorama televisiu anglès, convertint-se en una veritable sèrie de culte que va influir en la vida de tota una generació que la segueix venerant amb total admiració gairebé una dècada després del final. 'Skins' va ser una sèrie arriscada al moment, tant per mostrar uns comportaments juvenils que distaven molt de ser idíl·lics, així com per renovar completament el seu repartiment cada dos anys, per donar entrada a noves cares i noves històries. Skins ha estat la pionera al camp de sèries generacionals juvenils, més tard, altres sèries van intentar seguir la seva dinàmica com Euphoria, Sex Education o Gossip Girl.
Les temporades 1 i 2 —Primera generació— consten d'un elenc liderat per Tony Stonem (Nicholas Hoult) i Sid Jenkins (Mike Bailey), el seu millor amic. Acabades les 2 primeres temporades, l'equip de la sèrie va decidir canviar el repartiment, dividint els personatges en generacions amb 2 temporades cadascuna. Per a la 3 i 4 temporada —Segona generació—, el repartiment va ser reemplaçat majoritàriament, exceptuant la que seria la líder del nou elenc, la germana de Tony, Effy Stonem (Kaya Scodelario) i la seva millor amiga, Pandora Moon (Lisa Backwell). Les temporades 5 i 6 -Tercera generació- consten d'un nou repartiment encapçalat per Franky Fitzgerald (Dakota Blue Richards) i Mini McGuiness (Freya Mavor); no té més relació amb les dues generacions prèvies que alguns detalls notoris. En general, es mantenen relativament constant les mateixes personalitats, en nous personatges. L'1 de juliol de 2013 es va produir la setena i última temporada de la sèrie, una temporada de comiat que compta amb el retorn d'Effy Stonem (primera i segona generació), Cassie Ainsworth (primera generació) i James Cook (segona generació) com protagonistes en tres històries individuals (Skins: Fire, Skins: Pure i Skins: Rise, respectivament), dividides en dos episodis per cada història individual. Aquesta darrera temporada mostra la vida adulta de cadascun dels protagonistes, explicant què va ser de les seves vides després d'acabada les seves respectives generacions. S'han realitzat nombrosos capítols amb històries relacionades amb la trama principal que mostren esdeveniments que als capítols emesos no es poden veure. A la sèrie s'escolten cançons d'artistes com Foals, Crystal Castles i Yeah Yeah Yeahs, entre d'altres.

## Argument
La sèrie mostra la vida d‟un grup d‟adolescents i les complexes situacions que han d‟enfrontar en els anys de joventut. Es toquen temes com els desordres de personalitat i d'alimentació, malalties mentals, problemes familiars, homosexualitat, addiccions, drogues, etc. Skins es considera irreverent, però amb un gran sentit de realitat. Cada dues temporades canvia elenc de personatges.

## Repartiment i personatges

### Primera generació
- Tony Stonem (interpretat per Nicholas Hoult). És un noi atractiu, intel·ligent i popular. Les seves formes de manipulació sovint passen desapercebuts per molts i serveix com a catalitzador de la majoria dels esdeveniments de la sèrie. En el sisè episodi de la primera temporada té una trobada sexual amb Maxxie, que desencadena una airosa discussió amb Michelle.En l'últim capítol de la primera temporada li passa una tragèdia, ja que un autobús l'atropella. En la segona temporada va quedar mentalment afectat, i els seus amics no li presten atenció, l'únic que s'ocupa d'ell és Maxxie, un dels seus millors amics. Haurà d'aprendre tot de nou, principalment a valer-se per si mateix hi ha superar cada un dels errors que va cometre en la temporada anterior.
- Michelle "Chelle" Richardson (interpretada per April Pearson). En aparença, Michelle es mostra superficial i egoista, quan en realitat és bastant intel·ligenta i es dedica molt a la seva relació amb Tony. Moltes vegades demostra llàstima per l'amor que li demostra Sid, a qui "estima com un germà", però que en la segona temporada arriba a concretar una relació passatgera, causant una gran disputa amb una antiga amiga, Cassie.
- Sidney "Sid" Jenkins (interpretat per Mike Bailey). És el millor amic de Tony, però té una personalitat totalment diferent. Li falta confiança, és asocial i se li fa difícil l'escola. Passa gairebé tota la primera temporada buscant perdre la seva virginitat, ficat en una relació amb Cassie i en els seus sentiments cap a Michelle.
- Cassandra "Cassie" Ainsworth (interpretada per Hannah Murray). Una noia inestable que pateix un desordre alimentari. Els seus pares la ignoren després d'haver tingut un nou nadó i la seva gran afecte per Sid passa desapercebut. Cassie sembla una persona alegre i positiva però això és un intent per amagar la seva fragilitat mental. La relació entre Sid i Cassie és difícil pels sentiments no correspostos de Sid a Michelle, que comencen a sortir per un breu període en la segona temporada.
- Christopher "Chris" Milers (interpretat per Joseph Dempsie). És el qui li va molt la festa del grup. La seva vida a casa és molt difícil i està encapritxat per la seva professora de psicologia Angie (Siwan Morris). La seva vida té un tint de tragèdia: el seu germà va morir a força jove edat a causa d'una malaltia i és un menor emancipat per la seva ambivalent pare i la seva mare absent.

- Jalender "Jal" Frazer (interpretada per Larissa Wilson). És una noia intel·ligenta amb talent per a la música, toca el clarinet. Viu amb el seu pare, que és un músic famós, i els seus dos germans, que aspiren a ser rapers. En secret està enamorada de Chris i té una relació amb aquest per un breu període.

- Maxxie Oliver (interpretat per Mitch Hewer). És homosexual i li agrada ballar hi ha diferència de molts altres personatges gais, segueix sent "part de la colla". La seva relació amb Anwar de vegades perilla quan aquest s'acosta molt a l'Islam. En el sisè episodi de la primera temporada Tony li fa un petó en el viatge a Rússia i intenta tenir relacions sexuals amb ell, encara que no ho aconsegueix. En la segona temporada, Maxxie troba un xicot anomenat James, amb el qual es va a viure a Londres (Sean Verey).

- Anwar Kharral (interpretat per Dev Patel). Tot i ser musulmà, Anwar no té problema amb el sexe prematrimonial, l'alcohol, drogues i la carn de porc, encara que té problemes amb la sexualitat del seu millor amic Maxxie, el que els porta a una seriosa discussió hi ha prendre la seva amistat en perspectiva, fins que el seu pare l'aprova. És un personatge una mica absurd, conegut per les seves extravagàncies i sentit de l'humor.

- Sketch (interpretada per Aimee-Ffion Edwards).Apareix per primera vegada en la segona temporada. És l'assetjadora maliciosa de Maxxie, per a després tenir una relació amb Anwar quan accepta que Maxxie no està disponible.Després d'un conflicte Anwar talla amb Sketch.

- Elizabeth "Effy" Stonem (interpretada per Kaya Scodelario). És la germana menor de Tony, i comparteixen moltes qualitats. Durant la primera temporada, Effy és bastant silenciosa i les seves pallassades són fines i més extravagants que les del seu germà, i és manipuladora.

A part dels personatges principals, hi ha altres secundaris de gran importància. "Posh" Kenneth (interpretat per Daniel Kaluuya), qui va a la mateixa universitat que la resta del repartiment principal. Georgina Moffat interpreta l'altre interès amorós de Tony, Abigail Stock, una noia amb tendències psicòtiques. La comediant britànica i co-escriptora de la sèrie, Josie Long apareix com la consellera escolar. També està Madison Twatter (Stephen Walters) el traficant psicòtic de Sid, i Doug (Giles Thomas), un professor a l'institut.
Els pares dels personatges principals són personatges de referència en la sèrie, i la majoria són interpretats per reconeguts actors britànics. S'inclouen a Harry Enfield i Nadia Wadi, coneguts actors i comediants i Danny Dyer. Harry Enfield fa el paper del pare de Tony i Effy, Jim Stonem, al costat de Morwenna Banks qui interpreta la seva dona, Anthea Stonem. Peter Capaldi i Josie Lawrence són els pares de Sid, Mark i Liz Jenkins. Kevin Eldon és Manfred, l'amant de Liz. Neil Morrisey i Naomi Alisstone són Marcus i Margeritte, els pares de Cassie. Arabella Weir és la mare de Michelle, Anna Richardson. Danny Dyer és el padrastre de Michelle, Malcolm, fins que la seva relació amb Anna acaba. Mark Moreno interpreta el músic Ronnie Fazer, el pare de Jal. Josette Simon interpreta la desapareguda mare de Jal, Elaine, en la segona temporada. Mark Heap és Graham Milers, el pare de Chris, i Sarah Lancanshire la madrastra d'aquest, Mary. Inder Manocha interpreta Istiak Kharral, el pare de Amwar i Nina Wadi la seva mare. En la segona temporada es coneixen els pares de MAXXI, Walter i Jackie Oliver, interpretats per Bill Bailey i Fiona Allen, respectivament.

### Segona generació
Després del final de la segona temporada, els creadors del programa van anunciar que el repartiment de la tercera temporada seria renovat, a excepció de Effy Stonem (Kaya Scodelario) i Pandora Moon (Lisa Backwell). També van anunciar que això es portaria a terme cada dues temporades. No obstant això, els creadors també van dir que hauria connexions a les temporades anteriors.
- Effy Stonem (interpretda per Kaya Scodelario), la germana de Tony Stonem, es converteix en personatge principal per a la tercera temporada. Effy és maca, popular i una líder nata com el seu germà però també és distant i silenciosa i amaga els seus problemes dels altres. És conscient que és desitjada i de la seva capacitat per manipular. Tracta de no mostrar les seves emocions tot i que el divorci dels seus pares es torna turbulent i la seva vida social i romàntica es converteix en un caos. Acaba en un psiquiàtric a causa que, arran de la seva relació amb Freddie, al qual fa que els seus veritables sentiments surtin a la superfície, es reactiva la seva depressió psicòtica, al qual es té el dubte de la seva arrel en l'atropellament del seu germà Tony o és anterior a aquest (ja que pot ser l'arrel per la qual Effy no parlava).

- Pandora "Panda" Moon (interpretada per Lisa Backwell), és la millor amiga de Effy i va aparèixer per primera vegada en un episodi de la segona temporada. És innocent respecte al món sexual i narcòtic en què Effy la submergeix, però està a punt i disposada a explorar. Acaba per anar-se a Harvard amb una beca d'Història.

- James Cook(interpretat per Jack O'Connell). És carismàtic i sociable, però dolent i no té por de trencar les normes. Ha demostrat ser un faldiller i ha acabat trencant la seva relació amb els seus millors amics, Freddie i JJ. Viu sol, no és molt estimat per la seva família. El seu final queda molt incert. John Foster se'l troba en la seva casa i intenta matar-lo pero cook li torna en venjança per haver matat el seu millor amic.

- Frederick "Freddie" Mclair(interpretat per Luke Pasqualino). És feliç viatjant per la vida amb el seu skate i fumant marihuana amb els amics. Sovint es veu atrapat en els problemes de Cook. Ha tractat de contenir el seu amor per Effy i ha trencat la seva relació amb Cook per ella.

- Jonah Jeremiah "JJ" Jones(interpretadt Ollie Barbieri). No sap com tractar amb la gent i utilitza els seus dots de mag per intentar fer amics. Té Síndrome d'Asperger, i creu que no és normal per no haver perdut la seva virginitat com tots els seus amics.

- Naomi Campbell (interpretada per Lily Loveless). És una impertinent i apassionada adolescent amb molts punts de vista i ambició, se sol posar trista fàcilment. Té una relació complexa amb les bessones a causa d'un incident amb Emily quan eren més joves. Després que Emily confeses la seva homosexualitat, Naomi accepta que és bisexual comencen una relació, la qual es veu afectada posteriorment per fets ocorreguts entre la tercera i quarta temporada. Finalitza reconciliant amb Emily.

- Emily Fitch (interpretada per Kathryn Prescott). Es veu minvada per la seva pròpia timidesa. És molt més insegura que la seva germana bessona Katie. Al principi no accepta que és homosexual per l'homofòbia de la seva germana. Després de diversos successos, s'aparella amb Naomi, i després de saber que la seva parella li va ser infidel, es transforma a tal punt en el qual es venja constantment de Naomi. Acaben reconciliant-se al final de la temporada.

- Katherine "Katie" Fitch (interpretada per Megan Prescott). Al principi de la tercera temporada està interessada a ser la millor amiga de Effy per reforçar la seva popularitat. Convençuda que Naomi és lesbiana i que va besar a la seva germana, tracta d'excloure-la del grup. Després d'una crisi familiar en què Emily deixa de viure amb ella, acaba per acceptar l'homosexualitat de la seva germana. En la quarta temporada descobreix que és estèril. Acaba enamorant-se de Thomas després d'un temps d'haver acabat amb Pandora, però ell la rebutja per seguir enamorat de Pandora.

- Thomas Tomone (interpretat per Merveille Lukeba). És un noi del Congo que emigra cap a Anglaterra. Quan coneix a Pandora immediatament s'enamora d'ella i comencen una relació. En acabar la sèrie esmenta que es va a Harvard (sense saber que Pandora també tindrà el mateix destí) gràcies a una beca esportiva.

- Lara Lloyd (interpretada per Georgia Henshaw). És un nou personatge de la quarta temporada. És mare adolescent i serà l'amor de JJ.

## Llibre
Ja podem trobar a Amazon disponible la novel·la de Skins. En aquests moments es troba en "pre-venda", ja que la seva data de sortida serà el 7 de gener de 2010 i serà publicada per Hodder Children's Books. El preu és de 4,49 GBP (Una mica menys de 5 €), juntament amb les despeses d'enviament a Espanya surt per uns 10 €. El llibre consta de 356 pàgines i està totalment en anglès, es dubta de la seva pubicación en espanyol (ni tan sols han publicat els DVD). La novel·la ha estat escrita per Ali Cronin i es tracta de la seva primera novel·la.
Aquesta novel segueix la història dels 8 protagonistes de la temporada 3 i 4 al llarg de les seves vacances d'estiu. Noves històries que no són i tampoc seran part de la sèrie o de la pel·lícula ràpida a sortir l'any 2010. Effy, Freddie, JJ, Cook, Naomi, Pandora, Thomas i Katie estan lluitant amb la sèrie d'esdeveniments que van quedar pendents al final de la temporada 3. Effy va viatjar a Itàlia amb la seva mare, on intenta treure de la seva ment els seus sentiments cap a Freddie i la culpabilitat que sent per robar a Katie, la distracció perfecta ve d'un vell sofisticat, Aldo. Naomi i Emily pateixen en haver de passar molt de temps separades quan Emily viatja a França amb els seus pares i lluita amb la seva germana bessona Katie. Respecte als que es queden a Bristol: Naomi pensa en Emily i en la seva futura educació, Thomas i Pandora estan dolçament enamorats i se'ls fa una mica complex consumar els seus sentiments. Freddy i Cook estan junts en un vigorós joc de superioritat sexual amb un JJ frustrat com a àrbitre.Al final de l'estiu, els nois hauran solucionat alguns problemes (i creant altres), però sempre en el cru, sense compromisos, contradictori i autèntic estil narratiu que fa a la sèrie tant popular i captivadora. El llibre inclou grolleries i referències sexuals gràfiques.